# Gultonad kalvingeslända
Gultonad kalvingeslända (Mesopsocus immunis) är en insektsart som först beskrevs av Stephens 1836.  Gultonad kalvingeslända ingår i släktet Mesopsocus och familjen kalvingestövsländor. Arten är reproducerande i Sverige. Inga underarter finns listade i Catalogue of Life.